# 鲍奇辰
鲍奇辰（1919年—2007年），男，山东临清人，中华人民共和国军事人物，中国人民解放军少将，第六、七届全国政协委员。